# Togianglasögonfågel
Togianglasögonfågel (Zosterops somadikartai) är en fågel i familjen glasögonfåglar inom ordningen tättingar.

## Utbredning och systematik
Fågeln förekommer enbart på Togianöarna utanför Sulawesi. Den upptäcktes så sent som 1997 och beskrevs vetenskapligt som en ny art först 2008.

## Status
IUCN kategoriserar arten som nära hotad.